# Pala oja
Pala oja är ett vattendrag i Estland. Den är ett östligt högerbiflöde till Valgejõgi och ligger i landskapet Harjumaa. Den är 10 km lång och är namngiven efter byn Pala. Källan är den lilla sjön Haugjärv.